# Gare de Malestroit
La gare de Malestroit était une gare ferroviaire française de la ligne de Questembert à Ploërmel, située sur le territoire de la commune de Malestroit, dans le département du Morbihan en région Bretagne.
Mise en service en 1881 par la Compagnie du chemin de fer de Paris à Orléans (PO), elle permettait la desserte de la commune par des trains circulant sur la voie unique de la gare de Questembert à la gare de Ploërmel jusqu'en 1991. Le site de l'ancienne gare est, depuis 2002, situé sur le tronçon de Mauron à Questembert, de la voie verte qui doit relier Saint-Malo à Arzal.

## Situation ferroviaire
Établie à 65 m d'altitude, la gare de Malestroit était située au point kilométrique (PK) 557,337 de la ligne de Questembert à Ploërmel, entre les gares de Pleucadeuc et de Roc-Saint-André - La Chapelle.

## Histoire
La gare de Malestroit est édifiée et mise en service par la Compagnie du chemin de fer de Paris à Orléans (PO), qui inaugure le 27 juin 1881 la voie unique de la ligne de chemin de fer de Questembert à Ploërmel. Elle dispose notamment d'un bâtiment voyageurs et d'une voie permettant le croisement en gare. Avant 1914 de nouvelles voies de service sont posées du fait de l'importance des expéditions de pommes. Le trafic voyageurs, qui va atteindre une fréquence de 4 trains par jour.
En 1912, la Compagnie du PO fournit au Conseil général un tableau des « recettes au départ » de ses gares du département, la gare de Malestroit totalise 73 019 francs, ce qui la situe à la 11e place sur les 30 gares ou stations.
Le trafic voyageurs est suspendu en 1938, le trafic marchandise est fermé définitivement en 1991.

## La gare aujourd'hui
En 2009, la voie verte qui a remplacé la voie ferrée, permet de découvrir les restes d'un quai et la base de l'ancien château d'eau. En direction de Questembert, on peut encore voir la maison du garde barrière près du passage à niveau situé juste après la gare.

## Voie verte
En 1994 le Conseil Général du Morbihan achète la voie et entreprend des travaux destinés à transformer l'ancienne voie de chemin de fer en voie verte, le 29 juin 2002 il inaugure les 53 km entre Questembert et Mauron.

## Galerie de photos

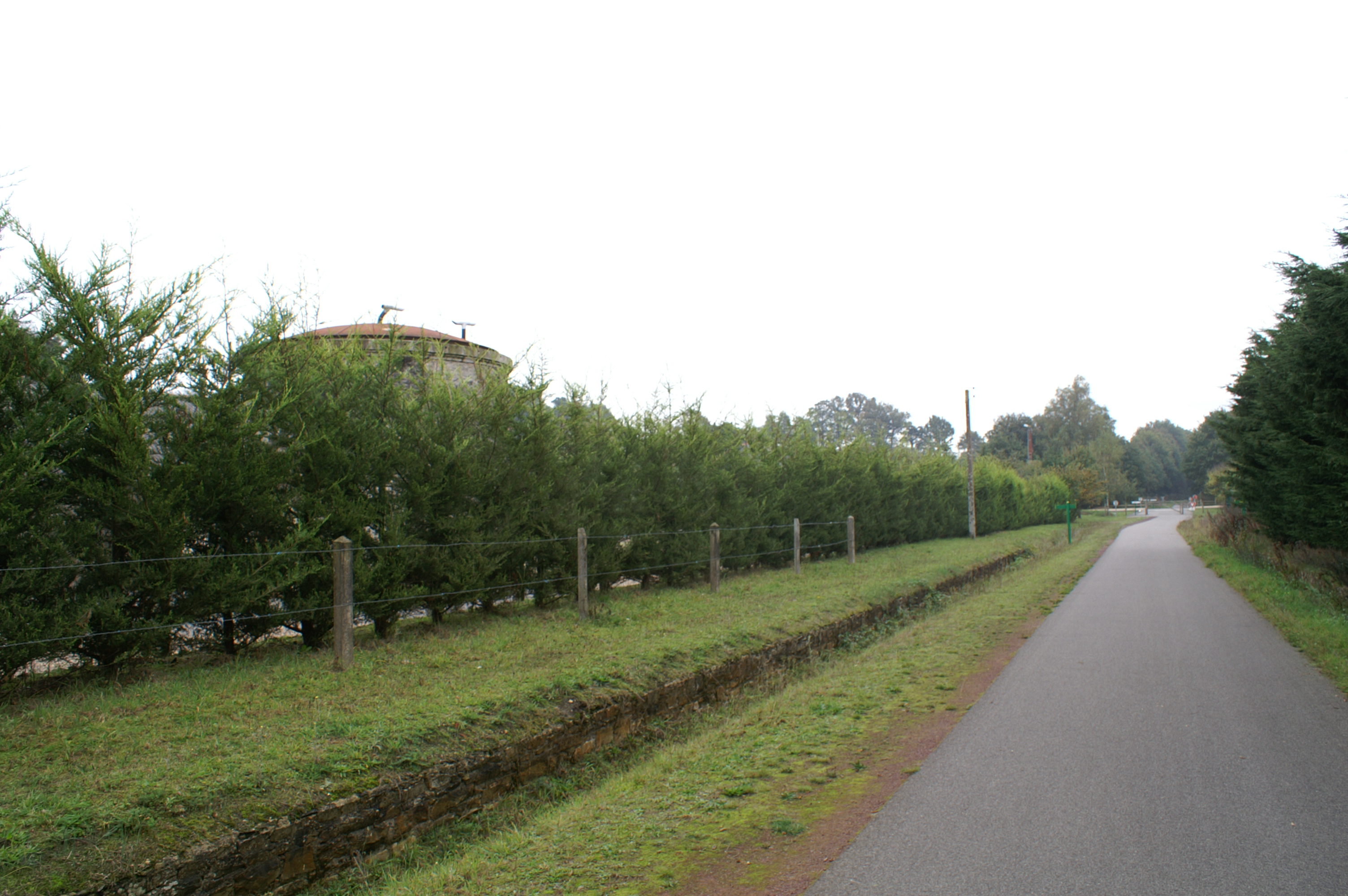
Voie verte et vestige d'un quai, derrière la haie la base du château d'eau.
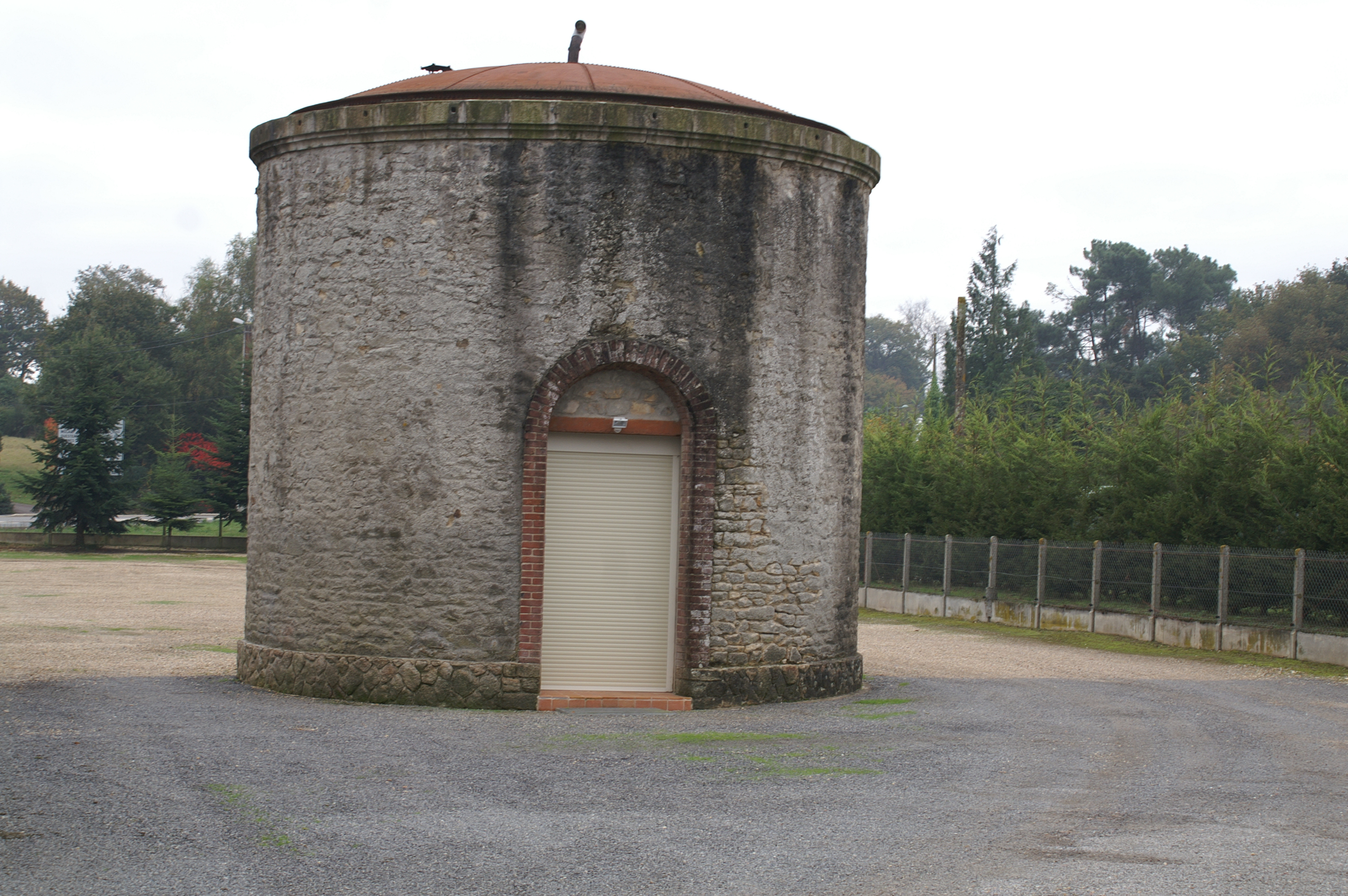
Seul édifice subsistant, la base de l'ancien château d'eau de la gare.
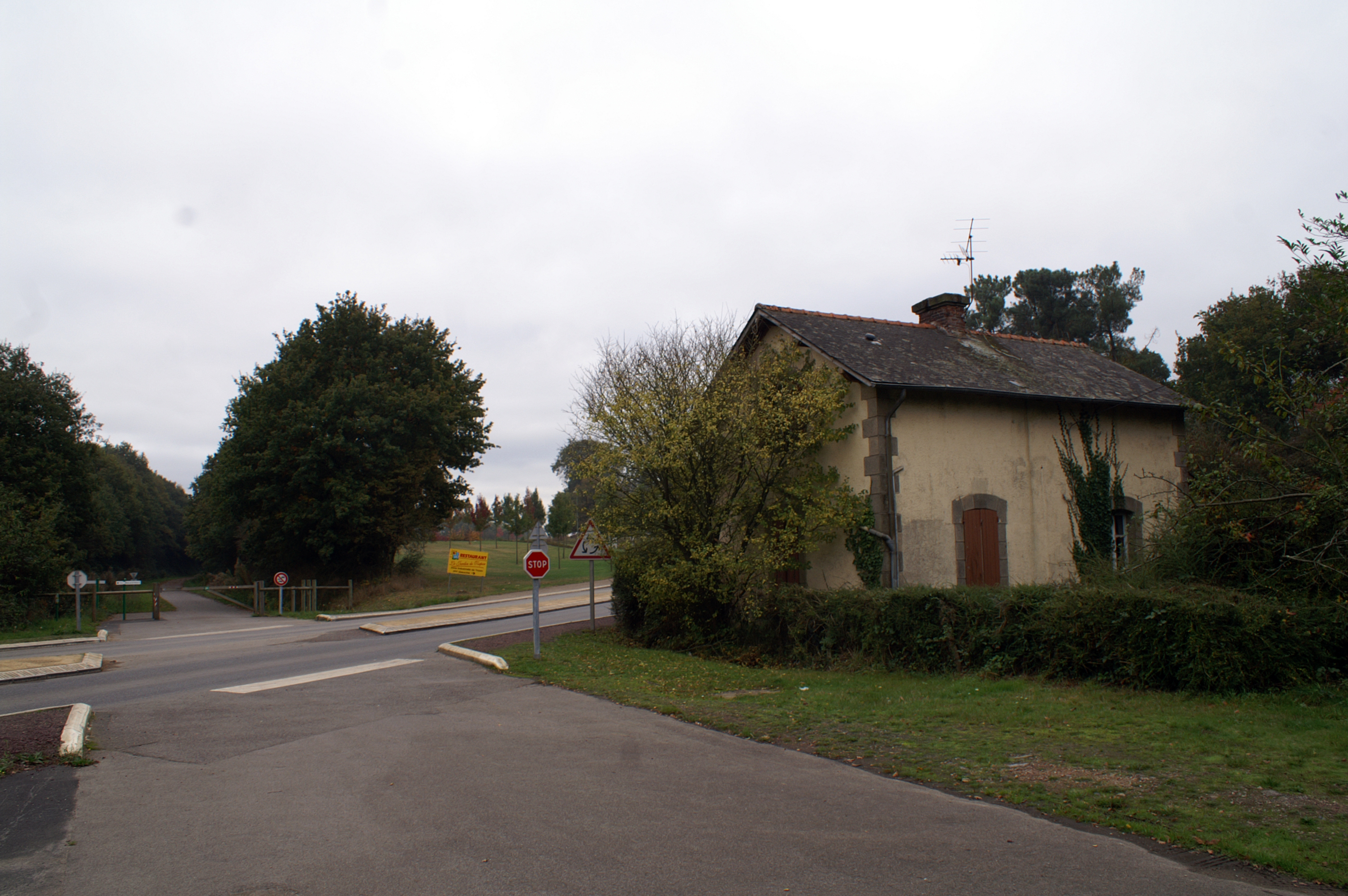
La maison du garde barrière de l'ancien passage à niveau jouxtant la gare.